# 腺梗豨莶无腺变型
腺梗豨莶无腺变型（学名：Siegesbeckia pubescens f. eglandulosa）为菊科豨莶属腺梗豨莶下的一个变型。

## 扩展阅读
- 維基物種上的相關：腺梗豨莶无腺变型